# جولي غريغوري
جولي جوييل غريغوري (ولدت في السادس عشر من أيار عام 1969 في كولومبوس (أوهايو))، كاتبة أمريكية ألفت كتاب "العليلة: مذكرات مصابة بمتلازمة مونشاوزن. وهي سيرة ذاتية لمصابة متلازمة مونشاوزن التي عانت منها أثناء طفولتها.

## تاريخ شخصي
وفقا لما جاء في المذكرات، كانت والدة غريغوري تأخذ ابنتها في كثير من الاحيان إلى عدة أطباء مختلفين ودربتها على أن تبدو أشد مرضاََ مما كانت وعلى أن تضخم أعراض مرضها، وطالبت الأطباء وبشكل متزايد بإجراءات كبيرة لتشخيص مرض الفتاة الخيالي. وفي البيت، كانت أمها تطعمها غذاء مكونا من أطعمة منعها الطبيب من تناولها، وقامت باعطائها الدواء الموصوف لها بشكل متقطع، واحياناََ بجرعات مضاعفة، وشغلت أيامها بأعمال بدنية شاقة. ووفقا لغريغوري، استاءت امها مرة عندما رفض أحد الأطباء إجراء عملية قلب مفتوح لابنتها. ويذكر الكتاب أيضا أن غريغوري قالت إن أمها كانت تقول لها بأن أعواد الثقاب مصاصات قابلة للأكل.
عندما أدركت غريغوري أخيراََ ماذا كانت تفعل أمها بها، حاولت أن تخبر عدداََ من الاشخاص عن الوضع، ولكن كل من أخبرتهم إما لم يصدقوا كلامها أو لم يلقوا بالا للأمر.و لم يدرك الآخرون سلوك والديها المسيء إلا عند إخبار الفتاة للمستشار في عملها بالأمر، وهو شخص محترف مكلف بالكشف عن مزاعم إساءة المعاملة للسلطات، عندها أصبح السلوك العدائي لأمها مستوعباََ لدى الآخرين. إضافةََ إلى ذلك، يروي (حارس أبي) إدعائات باعتدائات جسدية وعاطفية تسبب بها والدها.

## الظهور في الأفلام
سطع نجم جولي غريغوري في فيلم «لم أكن أتخيل أنك لم تعلم بأني لم أمت» لصانع الافلام المستقل جيم بيهاري من كولومبوس، اوهايو.

## روابط خارجية
- Julie Gregory's website
- Image
- http://www.rottentomatoes.com/m/i_didnt_think_you_didnt_know_i_wasnt_dead/